# Mercedes Ambrus
Mercedes Ambrus (Budapest, 13 maggio 1973) è una modella e attrice pornografica ungherese.

## Biografia
Inizia giovanissima come indossatrice e modella per grandi firme italiane, come Fiorucci, e per riviste di rilevanza internazionale come People.
Conosce nel 1989 Riccardo Schicchi, uno dei principali scopritori di talenti nel campo dell'hard che la introduce nella sua agenzia Diva Futura. Si è distinta per aver scelto la strada dell'erotismo soft, offrendo al pubblico l'immagine della pornostar "casta" che ha mantenuto negli anni anche nei film di cui è stata protagonista, recitando in sole scene softcore. È anche nota per aver rifiutato il ruolo di Tenera è la carne del regista Tinto Brass, nel timore che il personaggio che avrebbe dovuto interpretare potesse pregiudicare il suo look etereo e inarrivabile.
Negli anni è stata diverse volte la ragazza di copertina delle edizioni straniere di Playboy: nell'aprile 1992 e nel marzo 2001 per l'edizione ungherese, mentre nel dicembre 1993 è comparsa nella copertina dell'edizione australiana. Nel maggio 2003 è comparsa sulla copertina della rivista italiana Excelsior.
Nel 1997 prende parte con un ruolo minore al film A spasso nel tempo - L'avventura continua.
Nel 1999 ha partecipato alla miniserie televisiva Anni '60 diretta da Carlo Vanzina, in una parte minore ma che le ha comunque dato una certa riconoscibilità.
È apparsa in numerosi calendari a partire dal 2000, quasi tutti prodotti da Schicchi e dalla sua struttura.

## Filmografia
- Mercedes per Tutti
- Scandalosa
- Bella e Impossibile (2004)
- Sempre più Mercedes
- Un angelo chiamato Mercedes (2007)
- Mercedes e le sue amiche
- Mercedes più che mai
- A spasso nel tempo - L'avventura continua